# Старобалапаново
Старобалапа́ново (рос. Старобалапаново, башк. Иҫке Балапан) — присілок у складі Абзеліловського району Башкортостану, Росія. Входить до складу Баїмовської сільської ради.
Населення — 264 особи (2010; 212 в 2002).
Національний склад:
- башкири — 99%